# Rhizogonium spiniforme
Rhizogonium spiniforme là một loài rêu trong họ Rhizogoniaceae. Loài này được (Hedw.) Bruch mô tả khoa học đầu tiên năm 1846.